# Шаогуан
Шаогуан е град в провинция Гуандун, Южен Китай. Населението му е 2 826 246 жители (2010 г.). Общата площ на административния метрополен район е 18 645 кв. км. Намира се в часова зона UTC+8 на 59 м н.в. МПС кодът е 粤F. Телефонният код е (0)751. Средната годишна температура е около 21 градуса.